# Шевченково (Бердянский район)
Шевченково (укр. Шевченкове) — село,
Долинский сельский совет,
Бердянский район,
Запорожская область,
Украина.
Код КОАТУУ — 2320682005. Население по переписи 2001 года составляло 505 человек.

## Географическое положение
Село Шевченково находится на левом берегу реки Обиточная,
выше по течению на расстоянии в 2 км расположено село Коза,
на противоположном берегу — село Оленовка.

## История
- 1911 — дата основания.